# Spirosperma piltuni
Spirosperma piltuni är en ringmaskart som beskrevs av Finogenova 1985. Spirosperma piltuni ingår i släktet Spirosperma och familjen glattmaskar. Inga underarter finns listade i Catalogue of Life.